# Alfred Monville
Alfred Armand Hubert Monville (Namen, 23 augustus 1857 - Brussel, 21 mei 1914) was een Belgisch volksvertegenwoordiger.

## Levensloop
Monville promoveerde tot doctor in de rechten (1878). Hij werd militair en was achtereenvolgens onderluitenant (1879), majoor (1882) en (in de reserve) luitenant-kolonel (1897).
Hij werd verkozen tot provincieraadslid van 1894 tot 1906. 
In 1906 werd hij verkozen tot liberaal volksvertegenwoordiger voor het arrondissement Brussel en vervulde dit mandaat tot aan zijn dood. Hij was een groot voorstander van de overname van Kongo-Vrijstaat door België.